# Henryk Saul Rosenzweig
Henryk Saul Rosenzweig (ur. 1798? w Krakowie lub 1793 w Pińczowie, zm. 12 czerwca 1853 w Krakowie) – polski lekarz żydowskiego pochodzenia.
Uczęszczał do gimnazjum we Wrocławiu, ukończył je w 1818 roku i podjął studia medyczne, najpierw we Wrocławiu, od 1820 w Krakowie, a od 1821 w Berlinie. 15 lipca 1823 w Berlinie otrzymał tytuł doktora medycyny i chirurgii. Po powrocie do Krakowa nostryfikował dyplom na Uniwersytecie Jagiellońskim. W 1840 roku został lekarzem ordynującym w Szpitalu Żydowskim.
Jego synami byli lekarze: Leon (1825-1884) i Michał Julian (1828-1898).